# 曽篠春成
曽篠 春成（そしの はるなり、1994年3月30日 - ）は、競技麻雀のプロ雀士。
日本プロ麻雀連盟所属。団体内の段位は二段。

## 獲得タイトル
- 第36期新人王戦優勝[3]